# タニエラ・コロイ
タニエラ・コロイ（Taniela Koroi、1990年2月8日 - ）は、フィジーのラグビー選手。

## プロフィール
- フィジー・カンダブ島出身。
- ポジションはプロップ(PR)、フッカー(HO)。
- 身長 184cm、体重 125kg
- フィジー代表キャップは6（2020年7月現在）でラグビーワールドカップ2015のフィジー代表に選ばれた[1]。

## 略歴
ウェリントン、ロンドン・スコティッシュFCを経て、2018年、オークランドに加入。